# Emisie termionică

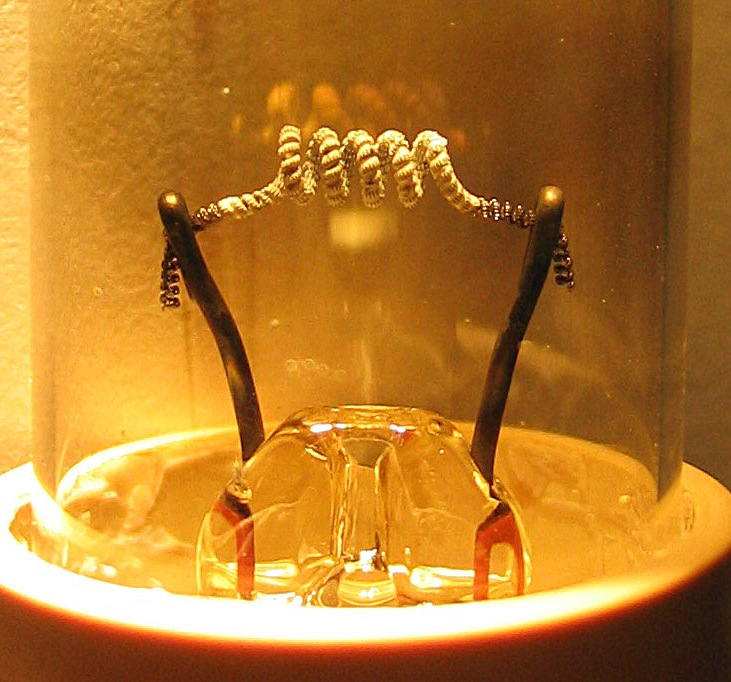
Filamentul unei lămpi cu descărcare în vapori de mercur la joasă presiune prezentând un înveliş alb pentru emisie termionică în partea centrală a înfăşurării. Realizat de obicei dintr-un amestec de oxizi de bariu, stronțiu și calciu, învelișul se disipează prin utilizare, având ca efect în cele din urmă arderea lămpii.

Emisia termionică este un flux de purtători de sarcină electrică indus termic de pe o suprafață sau peste o barieră de energie potențială. Aceasta are loc deoarece energia termică dată purtătorului depășește energia forțelor care îl restrâng. Purtătorii de sarcină pot fi electroni sau ioni, fiind denumiți în literatura veche „termioni”. După emisie, în regiunea emițătoare, va rămâne o sarcină egală în modul și de semn contrar cu sarcina emisă. Dacă însă emițătorul este conectat la o sursă de tensiune continuă, atunci sarcina rămasă în urmă va fi neutralizată de cea furnizată de sursă, aducând emițătorul înapoi în starea dinaintea emisiei.
Exemplul clasic de emisie termionică este emisia de electroni într-un tub vidat de pe un catod metalic încălzit (denumită în trecut și efectul Edison). Termenul „emisie termionică” este utilizat astăzi cu referire la orice proces de emisie cauzată de un stimul termic, chiar și când sarcina este emisă dintr-o regiune de semiconductor în alta. Acest proces este deosebit de important pentru funcționarea unei game largi de dispozitive electronice și poate fi utilizat pentru generarea de energie sau pentru răcire. Fluxul de sarcini electrice crește dramatic cu temperatura. Emisia în vid de pe metale tinde, însă, să devină semnificativă doar pentru temperaturi de peste 1000 K.
Fenomenul este explicat prin efectul tunel.